# Tassilo Festetics de Tolna
Le comte Tassilo Festetics de Tolna (né le 2 juin 1813 à Vienne ; † 7 février 1883 à Petrovaradin), issu de la lignée des comtes Festetics, est un général de cavalerie autrichien qui fut Oberhofmeister de la Couronne de Hongrie.

## Biographie
Tassilo Festetics est le cousin du pionnier de l'agronomie György Festetics. Il s'engagea comme sous-lieutenant le 27 janvier 1834 dans le 2d régiment de Chevau-léger. Le 3 juin 1838, il accède à la dignité de chambellan. Il se retire du service actif le 15 février 1846, mais n'en participera pas moins à la répression de Cracovie ainsi qu'à la campagne d'Italie de 1849. Le 31 juillet 1849, il reprend du service actif avec le grade de lieutenant-colonel, est affecté au 7e régiment royal et impérial de hussards le 30 septembre 1849 et promu général de brigade le 25 juillet 1857.
Le 3 avril 1858 il est affecté au commandement d'une brigade du 5e corps d'armée et combat à la bataille de Solférino. Il est décoré de l'Ordre de la Couronne de fer de 2e classe pour son comportement au feu. Le 21. janvier 1864, il est promu général de corps d'armée (Feldmarschallleutnant).
Lorsqu’éclate la guerre austro-prussienne (1866), il est placé à la tête du 4e corps d'armée et prend part à la bataille de Sadowa, où il est mutilé au pied par un éclat d'obus.
Le 3 octobre 1866, il est élevé au rang de Grand-croix de l'Ordre impérial de Léopold, et est admis le 15 août 1869 dans l’Ordre de la Toison d'or et enfin le 20 avril 1879 au grade suprême de général de cavalerie.